# Вир (река у Француској)
Вир (фр. Vire) је река у Француској. Дуга је 128 km. Улива се у Ламанш. 